# Veľké Raškovce
Veľké Raškovce es un municipio del distrito de Michalovce en la región de Košice, Eslovaquia, con una población estimada a final del año 2024 de 305 habitantes.
Se encuentra ubicado al noreste de la región, en la cuenca hidrográfica del río Bodrog (afluente derecho del Tisza) y cerca de la frontera con la región de Prešov, Ucrania y Hungría.

## Demografía
| Año        | 1994 | 2004     | 2014     | 2024    |
| ---------- | ---- | -------- | -------- | ------- |
| Población  | 316  | 350      | 311      | 305     |
| Diferencia |      | +10,75 % | −11,14 % | −1,92 % |

| Año        | 2023 | 2024    |
| ---------- | ---- | ------- |
| Población  | 298  | 305     |
| Diferencia |      | +2,34 % |